# Joel Lupahla
Joel Lupahla (Bulawayo, 26 de abril de 1977) é um ex-futebolista profissional zimbabuano que atuava como meia.

## Carreira
Joel Lupahla representou o elenco da Seleção Zimbabuense de Futebol no Campeonato Africano das Nações de 2004 e 2006.